# Synopeas codex
Synopeas codex (лат.) — вид платигастроидных наездников из семейства Platygastridae. Папуа (остров Новая Гвинея). Название происходит от латинского слова «codex», означающего книгу или кусок дерева. Эпитет применяется к этому виду для обозначения формы головы.

## Описание
Мелкие перепончатокрылые насекомые чёрного цвета, ноги светлее. Длина 1,1—1,5 мм. Форма головы отчетливо блоковидная при виде спереди. Среди местных видов S. codex можно узнать по отсутствующему или редуцированному эпомиальному килю. Если имеется, эпомиальный киль короткий, доходит менее чем до середины переднеспинки. Брюшной второй стернит S2 покрыт сетчатой микроскульптурой на задней половине, а на заднем крае дорсального тергита T2 имеется широкая полоса микроскульптуры. Предположительно, как и близкие виды, паразитоиды двукрылых насекомых галлиц. Вид был впервые описан в 2021 году немецким энтомологом Jessica Awad (State Museum of Natural History Stuttgart, Штутгарт, Германия).